# 阿瓜维瓦
阿瓜维瓦，是西班牙阿拉贡自治区特鲁埃尔省的一个市镇。总面积42平方公里，总人口522人（2018年），人口密度16人/平方公里。